# Nanoplankton
Nanoplankton – organizmy planktonowe, których wielkość mieści się w przedziale 0,005 – 0,06 mm. Są one niezatrzymywane przez powszechnie stosowane siatki planktonowe o średnicy 2–20 μm.
Przykłady nanoplanktonu: bakterie, niektóre orzęski, złotowiciowce i glony.